# Pherothrinax lamborni
Pherothrinax lamborni är en tvåvingeart som först beskrevs av Munro 1935.  Pherothrinax lamborni ingår i släktet Pherothrinax och familjen borrflugor.
Artens utbredningsområde är Malawi. Inga underarter finns listade i Catalogue of Life.